# Žambylská oblast
Žambylská oblast (kazašsky Жамбыл облысы, rusky Жамбылская область) je oblast na jihu Kazachstánu. Byla založena 14. října 1939 v rámci Kazašské SSR jako Džambulská oblast. V letech 1962 - 64 byla součástí Jihokazašského kraje. V roce 1993 byla přejmenována na Žambylskou oblast. Má rozlohu 144 200 km². Má 1 000 000 obyvatel a je rozdělena na 10 administrativních okresů. Hlavním městem je Taraz.

## Poloha
Oblast hraničí se třemi oblastmi Kazachstánu (Jihokazašskou na západě, Karagandskou na severu a Almatskou na východě) a dvěma oblastmi Kyrgyzstánu (Talasskou na jihozápadě a Čujskou na jihovýchodě).
Oblast je z převážné části rovinná. Celou severní část (⅓ oblasti) tvoří hlinitá poušť Betpak-Dala, která klesá do údolí řeky Ču. Jižně od Ču se rozkládá písečná poušť Mujunkum. Na jihozápadě hřbet Karatau dosahuje nadmořské výšky 1 660 m. Na východě a jihovýchodě se rozkládají hory Želtau a Ajtau (do 1 506 m). Na jihu zasahuje do oblasti severní svah Kyrgyzského hřbetu (do 4 000 m), který je ze severu obklopen podhorskými rovinami.

## Klima
V severní rovině je ryze kontinentální klima. Zima je relativně chladná a léto horké a suché. 29 °С. Průměrná teplota v lednu -10 až -14 °С a v červenci 25 až 27 °С. Množství srážek za rok je přibližně 100 až 200 mm. V předhůří hor je klima mírnější. Průměrná teplota v lednu -5 až -8 °С a v červenci 20 až 22 °С. Množství srážek za rok je do 350 mm a v horách od 500 až 600 mm do 700 až 900 mm.

## Vodní zdroje
Říční síť je řídká. V severní části se téměř nevyskytují povrchové toky, pouze místy najdeme občasné vodní toky. Základní řeky oblasti jsou Ču, Talas a Assa. Jsou velmi mělké, stékají z hor a ztrácejí se v píscích nebo jsou využité na zavlažování. Větší jezera jsou Balchaš (k oblasti přináleží jeho jihozápadní část), Bijlikol, Akkol a Aščikol.

## Půdy a flóra
Půdní a rostlinná skladba oblasti je různorodá. Roviny a nízká předhůří (do 800 m) jsou pokryty pelyňkovo-slaniskovým porostem na šedohnědých pouštních půdách. Místy se nacházejí takyry a slaniska. Na píscích roste saksaul. V údolích řek jsou vrbovo-hlošinové lesíky a rákosové porosty. Ve výšce od 800 do 1 500 m rostou na šedozemích pelyňkovo-travnaté a kavylovo-ostřicové stepi, které přecházejí v horské travnaté stepi. Od 1 500 do 1 700 až 2 000 m jsou na horských kaštanových půdách rozprostřeny horské travnaté stepi a řídké lesy (osika a ťanšanský smrk). V Kyrgyzském hřbetě se nad hranicí 2 100 m vyskytují subalpské a alpské louky.

## Fauna
V pouštích je mnoho hlodavců (píseční sysli, různé druhy frčků, zající tolajové), sudokopytníků (gazela perská, srny v lesících, sajga tatarská, v horách i kozorozi a argali). Ze šelem zde žijí vlci, korsaci, lasice a jezevci. V údolích Ču a Talasu žijí divočáci. Aklimatizovala se zde ondatra. Z plazů zde žijí hadi, želvy, ještěrky a z bezobratlých sekáči, snovačka jedovatá, slíďáci a štíři. V jezerech žijí ryby (okouni, marinky, kapři, candáti, cejni, perlíni, sumci).